# 1988年夏季残疾人奥林匹克运动会马来西亚代表团
1988年夏季残疾人奥林匹克运动会马来西亚代表团是马来西亚派出的1988年夏季残疾人奥林匹克运动会代表团。获得1枚铜牌。